# Panzergrenadierbrigade 19
Die Panzergrenadierbrigade 19 „Münsterland“ mit Standort in Ahlen war eine Brigade des deutschen Heeres und die längste Zeit der 7. Panzerdivision in Unna unterstellt. Die Brigade war im Münsterland stationiert und wurde im August 2002 aufgelöst.

## Geschichte

### Heeresstruktur 2
Die Brigade wurde durch den Aufstellungsbefehl Nr. 214 (Heer) durch den Bundesminister für Verteidigung vom 27. Februar 1959 zum 1. März 1959 in Handorf bei Münster durch das III. Korps aufgestellt und am 1. Juli 1959 nach Ahlen verlegt, nachdem im Heessener Busch, einem ehemaligen Besitz des Freiherrn von Boeselager, die Westfalen-Kaserne fertiggestellt wurde. 1960 erfolgte das erste Gefechtsschießen in Bergen-Hohne. 1961 Unterstellung des Panzergrenadierbataillons 203. Die Fla-Batterie 190 schied am 1. April 1962 aus der Brigade aus und wurde als 2. Batterie dem Fla-Bataillon 7 in Handorf unterstellt. Die Brigade wurde 1962 der NATO unterstellt und das Panzerbataillon 194 wurde am 16. April 1962 auf den Kampfpanzer M 48 umgerüstet. Im gleichen Jahr erfolgt im Oktober die Verlegung von Einheiten auf den Truppenübungsplatz Mourmelon-le-Grand in Châlons-en-Champagne in Frankreich, aufgrund der Kuba-Krise vorzeitiger Abbruch der Übungen am 27. Oktober 1963 Verlegung des Panzerbataillons 194 auf den Truppenübungsplatz Castle Martin in Wales. 1964 Vereidigung mit großem Zapfenstreich auf dem Lindensportplatz in Ahlen vor 12.000 Zuschauern. 1966 Truppenübungsplatzaufenthalt in La Courtine in Frankreich mit Gefechtsübung Westfalen und Umrüstung auf Kanonenjagdpanzer. Am 1. Juli 1967 erfolgte die Umrüstung des Panzerbataillons 194 auf den Kampfpanzer Leopard 1 und das Panzerartilleriebataillon 195 auf die Panzerhaubitze M109G. 1968 folgt ein Hilfseinsatz bei der Flutkatastrophe in Osttünnen. 1969 Teilnahme an der Korpsgefechtsübung Großer Rösselsprung.
In der Heeresstruktur 2 unterstanden der Brigade folgende Verbände:
- Stabskompanie (Aufstellung 1959 aus Stab Kampfgruppe B 2, Kassel, Stab Kampfgruppe B 5, Wetzlar und Stab Kampfgruppe C 2, Marburg)
- Panzergrenadierbataillon 191 (Aufstellung 1959 aus 4. / Panzergrenadierbataillon 12, Göttingen und 3. / Panzergrenadierbataillon 22, Fritzlar)
- Panzergrenadierbataillon 193 (Aufstellung 1. Oktober 1959 aus Panzergrenadierbataillon 5, Koblenz und Panzergrenadierbataillon 25, Koblenz)
- Panzerbataillon 194 (Aufstellung 1959 aus Panzerjägerbataillon 5)
- Panzerartilleriebataillon 195 (Aufstellung 1958 als Feldartilleriebataillon 441, Lingen (Ems); ab 1959 als Feldartilleriebataillon 195, Münster-Handorf)
- Panzerjägerkompanie 190 (Aufstellung 1956 als 3. / Jägerbataillon 2, Marburg; ab 1962 Panzerjägerkompanie 190 in Münster-Handorf)
- Panzerpionierkompanie 190 (Aufstellung ab 1961 in Warendorf, Verlegung am 6. März 1962 nach Ahlen)
- Nachschubkompanie 190 (Aufstellung 1957 als Quartiermeisterbataillon 7; ab 1973 Nachschubkompanie 190, Ahlen)
- Instandsetzungskompanie 190 (Aufstellung 1959 als 3. / Versorgungsbataillon 196; ab 1973 Instandsetzungskompanie 190, Münster-Handorf)
- Panzerspähzug 190 (Aufstellung 1962 aus Panzeraufklärungsbataillon 7 als Panzeraufklärungszug)

### Heeresstruktur 3
Das Panzergrenadierbataillon 192 wurde 1970 aufgegliedert zum Jägerbataillon 441 und zum Jägerregiment 44 und damit dem Heimatschutzkommando 15 unterstellt. 1971 nimmt die Brigade an der britisch-geführten Gefechtsübung Keystone teil und die ABC-Abwehrkompanie 190 wandelte sich zur ABC-Abwehrkompanie 7 und verließ die Brigade. 1972 Umrüstung der Panzergrenadierbataillone 191 und 193 auf den Schützenpanzer Marder. Das Versorgungsbataillon 196 wurde 1973 außer Dienst gestellt und ihre Instandsetzungskompanie sowie die Nachschubkompanie der Brigade direkt unterstellt. Der Panzerspähzug 190 wurde selbstständige Brigadeeinheit. 1975 besuchte der Supreme Allied Commander Europe (SACEUR) – Oberkommandierende des NATO-Hauptquartiers Europa (SHAPE), Alexander Haig die Brigade in Telgte. Zu Erprobungszwecken unterstand das Panzergrenadierbataillon 191 1976/1977 der Panzerbrigade 20. 1977 erfolgte die Verlegung des Panzergrenadierbataillon 193 und des Panzerbataillons 194 auf den Truppenübungsplatz – German Army Training Establishment Shilo (GATES) – in der Provinz Manitoba in Kanada.

### Heeresstruktur 4
1980 wurde das Panzergrenadierbataillon 191 in gekadert Panzergrenadierbataillon 192 im Rahmen der Umgliederung auf die Heeresstruktur 4 umbenannt. 1982 verlegte das Panzergrenadierbataillon 193 und des Panzerbataillon 194 in die Lützow-Kaserne nach Münster-Handorf. 1989 wurde ihr der Beiname „Münsterland“ verliehen.
Die Brigade umfasste im Herbst 1989 in der Friedensgliederung etwa 3615 Soldaten. Die geplante Aufwuchsstärke im Verteidigungsfall lag bei rund 3550 Mann. Zum Aufwuchs war die Einberufung von Reservisten und die Mobilmachung von nicht aktiven Truppenteilen vorgesehen. Zum Ende der Heeresstruktur 4 im Herbst 1989 war die Brigade weiter Teil der 7. Panzerdivision und gliederte sich grob in folgende Truppenteile:
- Stab/Stabskompanie Panzergrenadierbrigade 19, Ahlen
  -  Panzerjägerkompanie 190, Münster
  -  Panzerpionierkompanie 190, Ahlen
  -  Nachschubkompanie 190, Ahlen
  -  Instandsetzungskompanie 190, Münster
  -  Panzergrenadierbataillon 191 (teilaktiv), Ahlen
  -  Panzergrenadierbataillon 192, Ahlen
  -  Panzergrenadierbataillon 193, Münster (in Umgliederung)
  -  Panzerbataillon 194, Münster
  -  Panzerartilleriebataillon 195, Münster

Das Panzergrenadierbataillon 193 wird ab April 1989 zur Aufstellung der Heeresunteroffizierschule I herangezogen. Es wird im März 1990 zum Jägerbataillon 193 (GerEinh) umgegliedert.

### Heeresstruktur 5 bis zur Auflösung
1994 wurde die Panzergrenadierbrigade 19 kurzzeitig der 1. Panzerdivision unterstellt und wechselte 1996 wieder zur 7. Panzerdivision.
Ende August 2002 wurde die Panzergrenadierbrigade 19 aufgelöst.

## Kommandeure der Panzergrenadierbrigade 19
Die Kommandeure der Brigade waren (Dienstgrad bei Kommandoübernahme):
| Nr. | Name                                                  | Beginn der Berufung | Ende der Berufung  |
| --- | ----------------------------------------------------- | ------------------- | ------------------ |
| 17  | Oberst Robert Bergmann                                | 2000                | August 2002        |
| 16  | Brigadegeneral Karl-Heinz Ackermann                   | 1. Oktober 1995     | 1999               |
| 15  | Brigadegeneral Henning Brümmer                        | 1. Oktober 1992     | 30. September 1995 |
| 14  | Oberst Rudolf Camp                                    | 1. Oktober 1989     | 30. September 1992 |
| 13  | Brigadegeneral Gerd Schultze-Rhonhof                  | 1. April 1985       | 30. September 1989 |
| 12  | Oberst Manfred Gerber                                 | 1. April 1983       | 31. März 1985      |
| 11  | Oberst Hubertus Senff                                 | 1. April 1980       | 31. März 1983      |
| 10  | Oberst Wolfgang Tebbe                                 | 1. Oktober 1977     | 31. März 1980      |
| 9   | Brigadegeneral Horst Scheuermann                      | 1. Juli 1974        | 30. September 1977 |
| 8   | Brigadegeneral Horst-Bodo Schuwirth                   | 29. April 1971      | 30. Juni 1974      |
| 7   | Oberst Günter Rennhack                                | 1. Oktober 1968     | 1. Oktober 1971    |
| 6   | Brigadegeneral Franz-Joseph Schulze                   | 7. September 1967   | 30. September 1968 |
| 5   | Oberst Werner Ziegler                                 | 1. August 1964      | 6. September 1967  |
| 4   | Brigadegeneral Bernd Freiherr Freytag von Loringhoven | 1. April 1963       | 30. Juli 1964      |
| 3   | Oberst Otto Fischer                                   | 9. Mai 1961         | 31. März 1963      |
| 2   | Brigadegeneral Detlev von Rumohr                      | 1. April 1960       | 8. Mai 1961        |
| 1   | Oberst Otto Fondermann                                | 1. März 1959        | 31. März 1960      |

## Verbandsabzeichen

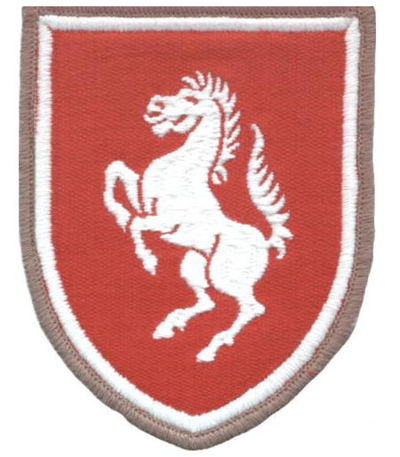
Gesticktes Verbandsabzeichen für den Dienstanzug

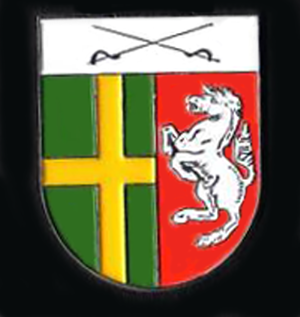
Internes Verbandsabzeichen des Stabes/Stabskompanie

Die Blasonierung des Verbandsabzeichens für den Dienstanzug der Angehörigen der Panzergrenadierbrigade 19 lautete:
 Silber bordiert, in Rot ein steigendes silbernes Ross.
Das Verbandsabzeichen zeigte das Westfalenross. Es ähnelt dem Wappen der preußischen Provinz Westfalen, dessen Wappen später auch Teil des nordrhein-westfälischen Landeswappens wurde, wo die meisten Truppenteile der Division disloziert waren. Die Verbandsabzeichen der Division und der unterstellten Brigaden waren bis auf die Borde identisch. In der Tradition der Preußischen Farbfolge erhielt das Verbandsabzeichen der Panzergrenadierbrigade 19 als „erste“ Brigade der Division einen weißen Bord.
Da sich die Verbandsabzeichen der Brigaden der Division nur geringfügig unterschieden, wurde stattdessen gelegentlich auch das interne Verbandsabzeichen des Stabes bzw. der Stabskompanie pars pro toto als „Abzeichen“ der Brigade genutzt. Es zeigte gekreuzte Schwerter ähnlich wie an der Schirmmütze des Heeres, das aus dem Verbandsabzeichen bekannte Pferd und ein goldenes Kreuz auf grünem Grund. Grün war die Waffenfarbe der Panzergrenadiertruppe. Das Kreuz war dem Wappen von Handorf entliehen und stand für die ehemalige Zugehörigkeit des Gebiets zum Hochstift Münster.